# Ленглен, Сюзанн
Сюзанн Рашель Флора Ленглен (фр. Suzanne Rachel Flore Lenglen [lɑ̃'glɛn]; 24 мая 1899, Компьень — 4 июля 1938, Париж) — французская теннисистка, двукратная олимпийская чемпионка 1920 года, обладательница более чем 30 титулов на Уимблдонском турнире, чемпионате Франции и чемпионате мира на твёрдых кортах в одиночном, женском парном и смешанном парном разрядах. Участница первого в истории профессионального теннисного тура, в последние годы жизни теннисный тренер, автор ряда учебников теннисной игры.
За любительскую карьеру одержала более 340 побед в одиночном разряде при 7 поражениях, завоевала свыше 240 титулов во всех разрядах, в профессиональном туре не проиграла ни одного матча. Пользуясь высокой популярностью среди любителей спорта, произвела переворот в представлениях об одежде, подобающей женщинам-теннисисткам. Посмертно награждена орденом Почётного легиона, в 1978 году включена в списки Международного зала теннисной славы. В честь Сюзанн Ленглен названы второй по вместимости корт теннисного стадиона «Ролан Гаррос» и приз победительницам Открытого чемпионата Франции.

## Биография

### Детство и первые игровые успехи
Сюзанн Ленглен родилась 24 мая 1899 года в Компьени; позже её отец, Шарль, рантье со средним достатком, перевёз семью в Ниццу. Именно отец стал первым тренером Сюзанн, когда она впервые взяла в руки ракетку в возрасте 11 или 12 лет. Позже Сюзанн вспоминала, что отец привёз её первую детскую ракетку ценой 3,5 франка и несколько «кошмарно выглядящих» мячей из Компьени. Занятия теннисом он рассматривал как средство борьбы с астмой, которой страдала девочка. Шарль, бывший секретарём теннисного клуба Ниццы, обеспечивал дочери бесплатные тренировки дважды в неделю и разминочные игры с клиентами клуба, в число которых в зимние месяцы входили многие из сильнейших теннисистов мира. Шарль внимательно изучал стиль игры ведущих теннисистов и впоследствии организовывал дочери спарринги с игроками-мужчинами, прививая ей навыки, позже сделавшие её недосягаемой для соперниц-женщин. Он также часами отрабатывал с Сюзанн точность удара, заставляя раз за разом попадать мячом в носовой платок, который он передвигал по корту.

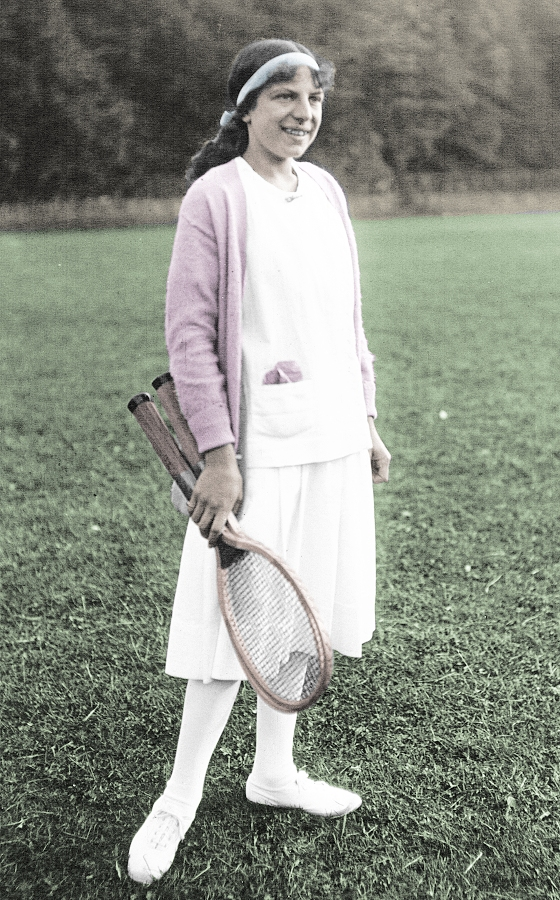
Ленглен на чемпионате мира 1914 года

Всего через несколько месяцев после начала тренировок Сюзанн пробилась в Шантийи в финал одного из наиболее престижных взрослых турниров. В 1913 году девочка выиграла первый титул во взрослом турнире, а накануне Первой мировой войны уже входила в число ведущих теннисисток мира. В 1914 году она дошла до финала национального чемпионата Франции, где уступила олимпийской чемпионке Стокгольма Маргарит Брокди 7:5, 4:6, 3:6 (это поражение от Брокди стало в карьере Ленглен последним завершённым матчем в одиночном разряде, который она проиграла). Не сумев завоевать одиночный титул, Ленглен выиграла в миксте вместе с Максом Декюжи, а на проходившем в Париже чемпионате мира на твёрдых (грунтовых) кортах победила в одиночном и парном разрядах, проиграв в финале в миксте. Ожидалось, что 14-летняя Сюзанн летом примет участие в своём первом Уимблдонском турнире, но Шарль Ленглен решил повременить с лондонским дебютом, и в итоге начавшаяся война отложила появление его дочери на Уимблдоне на пять лет.

### На вершине любительского тенниса
В годы войны, в отсутствие серьёзных турниров, Ленглен продолжала тренироваться на юге Франции. В 1918 году в рамках тренировок она сыграла товарищеский матч с победителем чемпионата Франции 1911 года Андре Гобером. Ленглен победила 6:1, 6:1 — неожиданно однобокий счёт даже с учётом того, что её соперник был далёк от лучшей формы, находясь в процессе реабилитации после крушения его самолёта в ходе боевых действий. В 1919 году, после возобновления спортивных соревнований, она продемонстрировала уровень своей спортивной подготовки, став чемпионкой Франции в прыжках в высоту.
Во Франции, оправлявшейся после войны, чемпионат страны в 1919 году не проводился. Вместо этого Ленглен впервые в карьере отправилась на Уимблдонский турнир. До матча за чемпионское звание француженка должна была пройти сито турнира претендентов, в котором она разгромила всех соперниц, отдав по пути к раунду вызова только 17 геймов и ни одного сета. В раунде вызова Ленглен встретилась с 40-летней англичанкой Доротеей Ламберт-Чамберс, до этого побеждавшей в этом турнире семь раз подряд. Контраст во внешности финалисток был разительным: действующая чемпионка вышла на матч в строгом эдвардианском костюме с юбкой до щиколоток, тогда как претендентка, выглядящая скорее как ребёнок, чем как взрослая женщина, была одета в платье без рукавов и с относительно короткой юбкой. В первом сете Ламберт-Чамберс не реализовала сетбол, и Ленглен сумела взять верх со счётом 10:8. После этого, однако, она начала совершать нехарактерные для себя двойные ошибки на подаче и излишне рискованно выходила к сетке, чем воспользовалась действующая чемпионка, выиграв 6:4 и сравняв счёт по сетам. В третьем сете, после короткого отдыха и фляжки коньяка, переданной родителями, Ленглен в основном пришла в себя, хотя её удары оставались не вполне точными, часто уходя на несколько сантиметров за лицевую линию. Обе теннисистки в решающем сете старались использовать слабые стороны игры соперницы — Ламберт-Чамберс регулярно отправляла мяч француженке под открытую ракетку, а та, наоборот, последовательно посылала мяч ей под бэкхенд и при первой возможности продолжала идти к сетке. Ленглен отыграла два матчбола и, наконец, завершила сет и матч в 16-м гейме — 9:7. Впоследствии она называла этот матч самым сложным, а победу — самой сладкой в своей карьере. Кроме того, Ленглен выиграла парный турнир вместе с американкой Элизабет Райан, победив в финале Ламберт-Чамберс и Этель Ларкомб.
На следующий год Ленглен уже стала абсолютной чемпионкой Уимблдона, выиграв турнир в одиночном, женском парном и смешанном парном разрядах. В раунде вызова в одиночном разряде она снова встретилась с Ламберт-Чамберс, но на этот раз победила безоговорочно — 6:3, 6:0. В 1920 году она также впервые победила на чемпионате Франции, причём тоже сразу во всех трёх разрядах. Дополнением к триумфам в Лондоне и Париже стали три медали, завоёванных на олимпийском турнире в Антверпене — «золото» в одиночном разряде и миксте (с Максом Декюжи) и «бронза» в женских парах (с Элизабет д'Эен). По ходу Олимпиады Ленглен прошла первые три круга в одиночном разряде, не отдав соперницам ни одного гейма, в полуфинале обыграла шведку Сигрид Фик 6:0, 6:1, а в финале отдала британке Дороти Холман только три гейма, выиграв последний сет турнира тоже всухую.
В 1921 году Ленглен, в очередной раз выигравшая Уимблдонский турнир в одиночном и парном разрядах и подтвердившая свой титул на чемпионате мира на твёрдых кортах в финальном матче с чемпионкой США Моллой Маллори, впервые отправилась в Америку. Согласно первоначальным планам, она должна была провести там несколько благотворительных матчей в пользу ветеранов войны, но в итоге согласилась принять участие и в чемпионате США. Её отец возражал против этого шага, называя его большой ошибкой, и оказался прав.

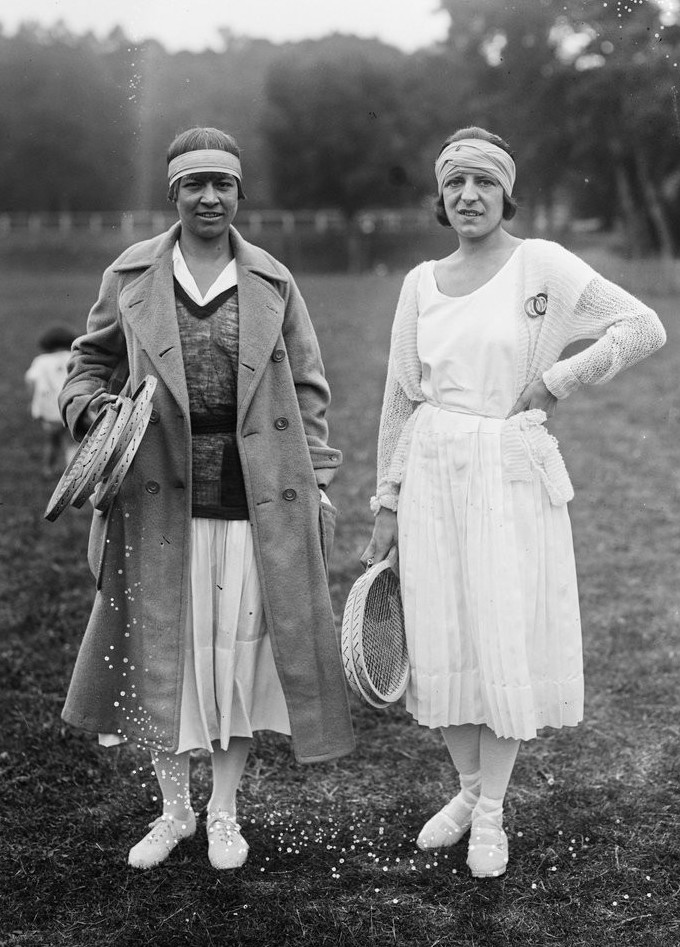
Молла Маллори и Сюзанн Ленглен (справа), Сен-Клу, 1921 год

Из-за простуды Сюзанн дважды откладывала отплытие, прибыла в США накануне турнира, без практики на борту лайнера, и узнала, что её соперница в первом круге, Элинор Госс, отказалась от игры. Между тем уже во втором круге ей предстоял матч с Маллори — система жеребьёвки, «разводящая» фаворитов по разным концам турнирной сетки, ещё не была введена в обиход, — и этот матч организаторы решили провести вместо игры первого круга, чтобы не разочаровывать зрителей, собравшихся на стадионе в Нью-Йорке посмотреть на Ленглен. Таким образом, француженка вышла на игру с самой сильной из возможных соперниц после единственного дня отдыха и одной тренировки после долгого перерыва. Помимо всего прочего, она по-прежнему была простужена, и в результате её ударам не хватало ни силы, ни точности, в то время как Маллори была на пике формы. Американка выиграла первый сет со счётом 6:2, а в начале второго Ленглен на своей подаче сделала двойную ошибку, после чего сдала матч, объявив, что слишком плохо себя чувствует, чтобы продолжать. Это поражение стало первым и последним за всё время выступлений Ленглен в любительских турнирах вплоть до 1926 года; она также ни разу больше не заявлялась на чемпионат США, все свои победы одерживая в Европе. Уже на следующий год после поражения в Нью-Йорке она разгромила Маллори в финале Уимблдонского турнира, отдав ей за всю игру только два гейма. Этот матч продолжался всего 26 минут, и после заключительного рукопожатия Ленглен заявила сопернице: «Сегодня, миссис Маллори, я вам показала, что могла бы с вами сделать в Нью-Йорке в прошлом году».

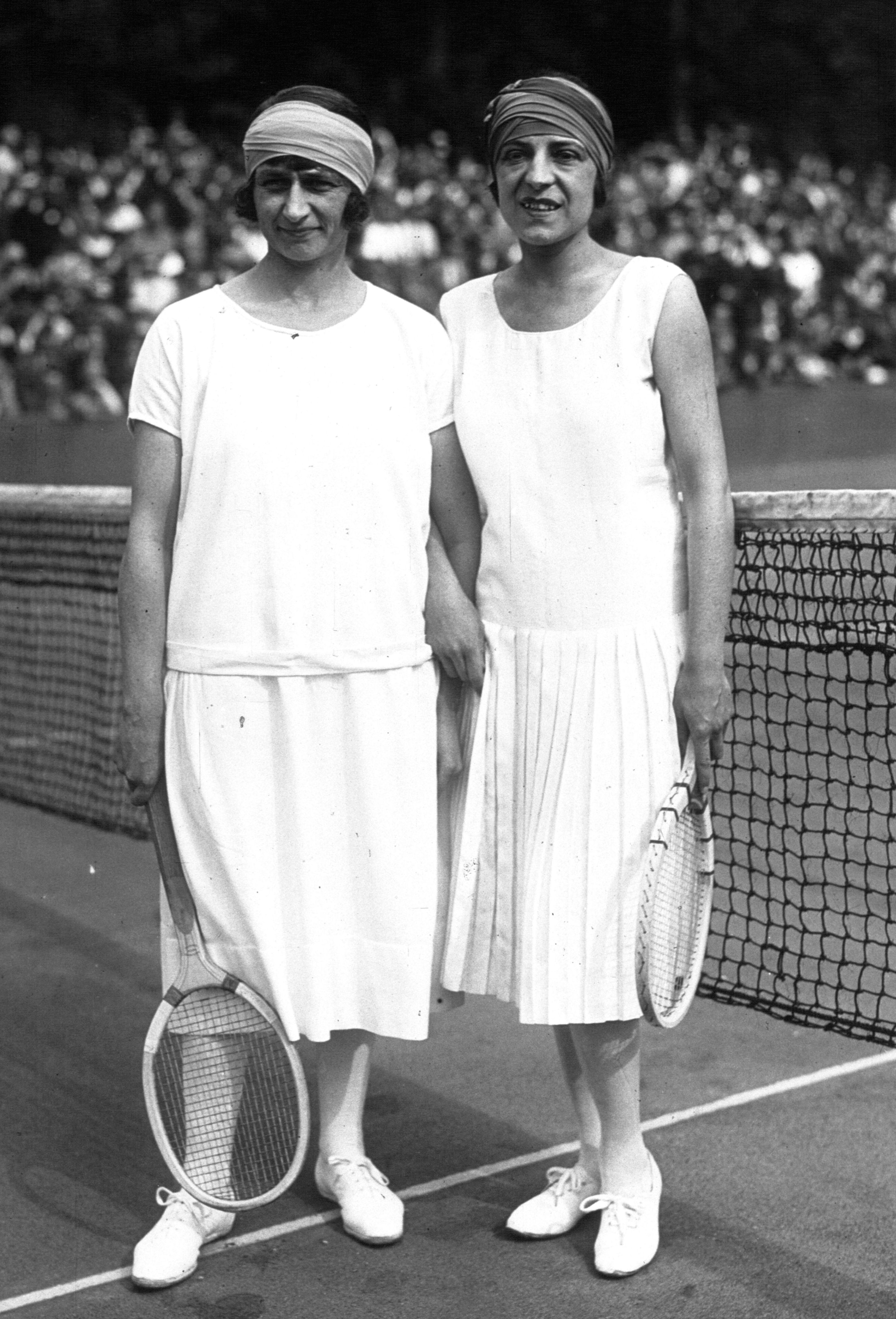
Кэтлин Маккейн и Сюзанн Ленглен (справа), чемпионат Франции 1925 года

После этого Ленглен продолжала безраздельно доминировать на европейских кортах ещё несколько лет. Её популярность в Старом Свете была настолько велика, что переезд Уимблдонского турнира в новый комплекс с более вместительными трибунами в 1922 году связывают с тем, что старый клуб не мог вместить всех желающих побывать на её играх. Национальный чемпионат Франции она за период с 1914 по 1923 год выиграла в общей сложности по четыре раза в одиночном разряде и женских парах и пять раз в миксте. Серия одиночных титулов на Уимблдоне, начатая в 1919 году, была прервана только пять лет спустя: на турнире 1924 года Ленглен пришлось выдержать в четвертьфинале редкий на этом этапе её карьеры трёхсетовый поединок с Элизабет Райан, после чего она не вышла на полуфинальный матч, сославшись на приступ желтухи. Болезнь заставила Сюзанн пропустить и следовавшую прямо за Уимблдоном Олимпиаду в Париже, где она расценивалась как однозначный фаворит. В итоге чемпионкой Уимблдона стала британка Китти Маккейн, а олимпийской чемпионкой — 18-летняя американка Хелен Уиллз. Однако уже на следующий год иерархия была восстановлена, и Ленглен в очередной раз стала абсолютной победительницей как Уимблдона, так и чемпионата Франции, где, в частности, дважды (в одиночном и женском парном разрядах) обыграла в финалах Маккейн. В одиночном разряде на Уимблдоне в этот год она отдала семи соперницам в общей сложности пять геймов, а на чемпионате Франции ограничилась четырьмя. Хотя с 1925 года чемпионат Франции был открыт для участников со всего мира, Ленглен выиграла его во всех трёх разрядах не только в 1925, но и в 1926 году
Европейские турниры 1925 года прошли без участия олимпийской чемпионки Хелен Уиллз, этот сезон проведшей в Америке, где она выиграла уже третий чемпионат США подряд. К началу 1926 года её, как минимум в США, рассматривали как реальную соперницу Ленглен. Наконец в середине января 1926 года американка приехала на Французскую Ривьеру, но в течение месяца они с Ленглен участвовали в местных турнирах лишь поочерёдно, не встречаясь между собой: когда одна из них записывалась для участия в турнире, другая незамедлительно от него отказывалась. Друзья Сюзанн вспоминали, что вызов откровенно страшил её: на кон была поставлена её почти незапятнанная репутация лучшей теннисистки мира, семь лет побед, которые могло перечеркнуть единственное поражение. В то же время и для Уиллз условия были неоптимальными: во Франции ей приходилось играть далеко от привычного часового пояса и на медленных грунтовых кортах, резко отличавшихся от тех, к которым она привыкла в Америке.

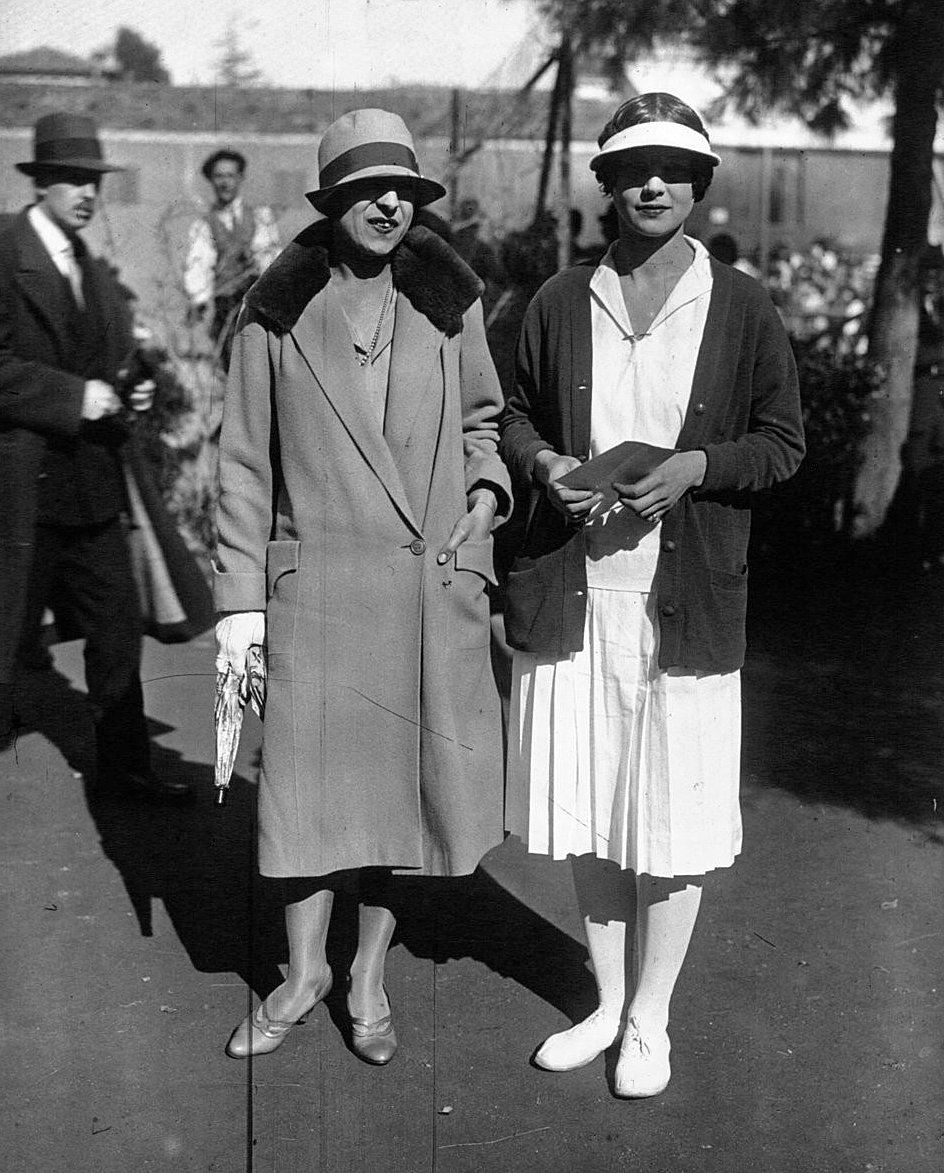
Сюзанн Ленглен (слева) и Хелен Уиллз, Канны, 1926 год

Наконец соперницы всё же встретились 16 февраля в финале турнира в Каннах. До этого матча они практически не встречали сопротивления на протяжении всего турнира: Ленглен за четыре круга отдала соперницам два гейма, Уиллз — пять. Ажиотаж вокруг финала, который корреспондент газеты New Yorker назвал «гибридом Французской революции и Геттисбергской битвы», позволил спекулянтам взвинтить цены на билеты с 12,5 до 50 долларов (эквивалент 700 долларов по курсу спустя столетие). Несмотря на это, три тысячи билетов были распроданы за один час, а болельщики, которым не хватило места на трибунах, взбирались на крыши соседних домов, чтобы увидеть игру. Чтобы судить матч, из Лондона специально приехал коммандер Хиллъярд — секретарь Всеанглийского клуба и рефери женских финалов Уимблдонского турнира. Судьями на линии были лорд Чарльз Хоуп и британский чемпион по гольфу Сирил Толли.
В день игры Шарль Ленглен был болен, и на матче присутствовала только мать Сюзанн, Анаис, от которой дочь не получала ожидаемой поддержки. В первом сете, несмотря на это, Ленглен уверенно играла с задней линии и, проиграв второй гейм на своей подаче, тут же отыгралась и победила 6:3. Однако упорная борьба начала заметно её утомлять. Во втором сете шла равная борьба, Уиллз даже повела по ходу 3:1, но в дальнейшем игра складывалась в пользу Ленглен. При счёте 6:5 по геймам и 40-15 на подаче Сюзанн её соперница послала мощный мяч ей под правую руку, и кто-то крикнул: «Аут!» Ленглен уже направилась к сетке, чтобы пожать руку проигравшей американке, а зрители бросились на корт поздравлять победительницу, но тут выяснилось, что мяч был правильный, а выкрик раздался откуда-то с трибун. Счёт был изменён на 40:30, Сюзанн проиграла следующие три подачи и дала Уиллз сравнять счёт. В 13-м гейме Уиллз вела 40-30 на своей подаче, но её соперница сумела в свою очередь переломить ход гейма и повела 7:6. На третьем матчболе на своей подаче она сделала двойную ошибку, однако выиграла следующие два мяча, а с ними и весь матч.
После игры Ленглен была совершенно обессилена и на грани истерики. Хотя после этого она ещё выиграла очередной чемпионат Франции (где их очередная встреча с Уиллз не состоялась из-за приступа аппендицита у американки), специалистам было видно, что дни её доминирования на корте заканчиваются. На Уимблдонском турнире в том же году произошёл эпизод, который, возможно, также повлиял на дальнейшую карьеру француженки. На матч с её участием приехала королева Мария, но, несмотря на её присутствие в королевской ложе, игра не начиналась ещё целый час. По одной из версий, чемпионка, обиженная на то, что начало игры перенесли, дожидаясь приезда королевы, отказывалась выходить на корт. Её пришлось уговаривать партнёру по выступлениям в парах Жану Боротра, который для этого зашёл в женскую раздевалку с повязкой на глазах. Другая версия гласит, что Ленглен из-за технической накладки просто неправильно поняла, в котором часу должна начаться игра. По этой версии, узнав, что заставила ждать королеву, она потеряла сознание от волнения, сдала матч без игры, сказавшись больной, и больше не появлялась на Уимблдоне.

### Уход в профессионалы

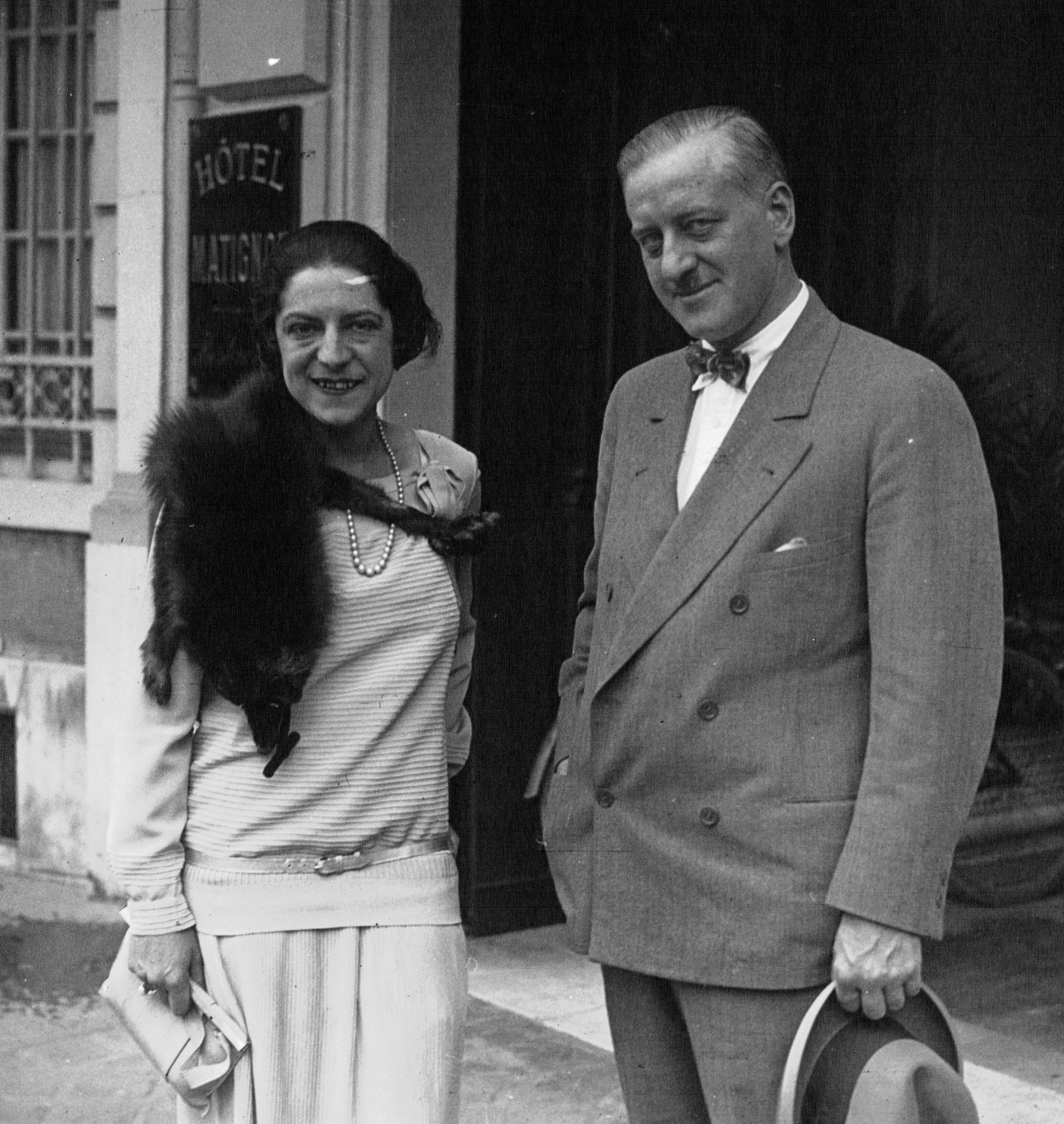
Сюзанн Ленглен и Чарльз Пайл, 1926 год

С 1921 года Ленглен провела 181 матч в одиночном разряде без поражений, а согласно историку спорта Алану Литлу суммарный баланс её встреч составлял 341 победу при 7 поражениях. За 12-летнюю любительскую карьеру она завоевала 241 титул. Однако во второй половине 1926 года Ленглен предприняла неожиданный шаг: она подписала контракт с профессиональным импресарио Чарльзом Пайлом на показательное турне по разным континентам. Её партнёршей должна была стать Мэри Браун — капитан сборной США в Кубке Уайтмен и последняя соперница Сюзанн по финалу чемпионата Франции, а сумма гонорара, по одним сведениям, составляла 100 тысяч, а по другим — 50 тысяч долларов (Браун должна была получить 30 тысяч). Другими участниками турне стали чемпионы парижской Олимпиады Винсент Ричардс и Говард Кинси, четвёртая ракетка Франции среди мужчин Поль Фере и профессиональный теннисный тренер Харви Снограсс.
Переходя в разряд профессионалов, Ленглен выступила с резкими заявлениями в адрес организаторов любительских турниров. Она указала на то, что при отсутствии оплаты теннис обречён оставаться игрой для богатых, и пожаловалась, что, заработав миллионы франков для организаторов соревнований, сама только платила взносы за участие, так что в конце концов была вынуждена выбирать между бедностью на склоне лет и сменой профессии. Руководство любительских федераций жёстко отреагировало на переход Ленглен и Ричардса в профессионалы: их первые места в национальных рейтингах были аннулированы, шестикратную чемпионку Уимблдона также исключили из числа членов Всеанглийского клуба.
Первый матч профессионального тура Ленглен состоялся 9 октября 1926 года в Нью-Йорке, в «Мэдисон-сквер-гарден», в присутствии 13 тысяч зрителей (в их числе губернатор штата Нью-Йорк, мэр Нью-Йорка и сильнейший американский теннисист Билл Тилден), на глазах которых она разгромила Браун так же безжалостно, как и в Париже — окончательный счёт 6:1, 6:1. Турне проследовало по крупнейшим городам США и Канады, и почти везде имя Ленглен собирало полные залы. К концу американского турне в феврале она провела против Браун 38 матчей, во всех одержав победу. 15 февраля было объявлено об отмене запланированного турне по Европе: Пайл обвинил Ленглен в попытках договориться с другими антрепренёрами и заявил, что больше не будет устраивать теннисных туров. Винсент Ричардс продолжил дело развития профессионального тенниса, но Ленглен по окончании тура немедленно вернулась в Европу.

### Последние годы жизни
Во Франции Сюзанн, исключённая из всех списков любительской федерацией тенниса Франции и не допускавшаяся к соревнованиям, была вынуждена продавать спортивную одежду в парижском бутике. Её отец умер в 1929 году, вилла в Ницце была продана, чтобы расплатиться с долгами. Когда в 1933 году федерация согласилась восстановить Фере в статусе любителя, ожидалось, что аналогичный шаг будет предпринят и в отношении Ленглен, но этого так и не случилось. В том же году она заняла должность директора государственной теннисной школы в Париже, окончательно зафиксировав свой статус теннисного профессионала. Бывшая чемпионка также занималась составлением учебников теннисной игры, издала «Лаун-теннис для девочек», «Лаун-теннис, игра наций» и «Теннис путём простых упражнений» (в соавторстве с Маргарет Моррис).
Ленглен продолжала заведовать теннисной школой до 1938 года. Её здоровье в эти годы пошатнулось: в 1934 году она едва не умерла от аппендицита, позже у неё была также диагностирована лейкемия, она страдала от синусита и осложнений после недолеченной кори. В июне 1938 года экс-чемпионка снова почувствовала себя плохо, и врачи организовали для неё переливание крови на дому. Несмотря на их усилия, Ленглен скончалась 4 июля того же года в возрасте 39 лет. В качестве причины смерти была названа пернициозная анемия; эту болезнь к концу 1930-х годов уже успешно лечили на Западе, но Ленглен врачи помочь не сумели. Это обстоятельство, а также скоротечность болезни (в то время как обычно пернициозная анемия развивается медленно) дают современным специалистам основание предполагать, что подлинной причиной смерти стали последствия алкоголизма, по симптоматике (включающей дефицит эритроцитов в крови) схожие с анемией.
На отпевании Ленглен в парижской церкви Успения Богородицы присутствовали представители премьер-министра Франции Даладье и шведского короля Густава V, а также двое из «четырёх мушкетёров» французского мужского тенниса — Жан Боротра и Жак Брюньон. После этого похоронная процессия проследовала в предместье Сент-Уан, где Сюзанн была предана земле рядом со своим отцом.

## Стиль

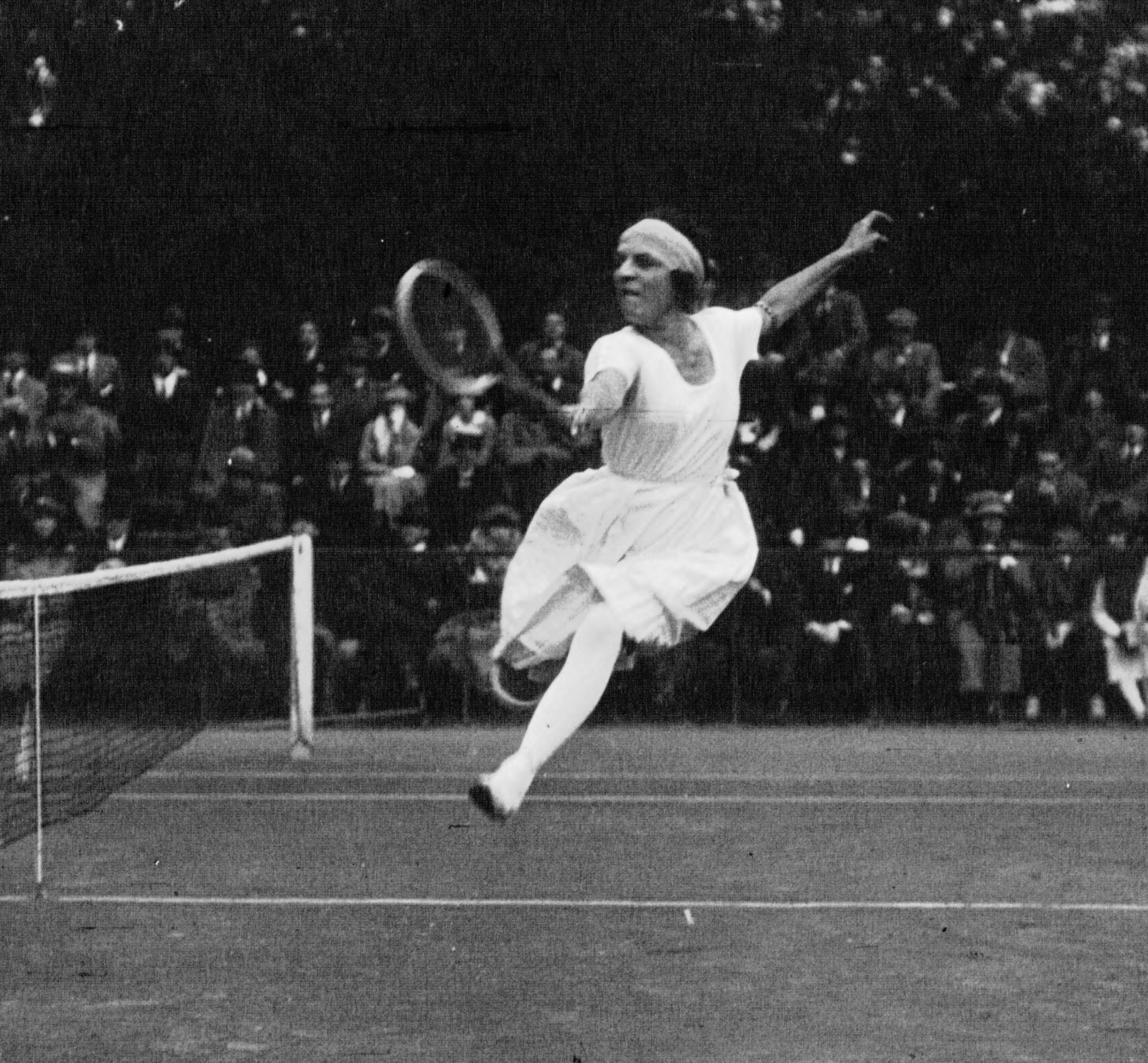
Ленглен играет у сетки

Игровой стиль Сюзанн Ленглен был плодом многолетних тренировок, в том числе с партнёрами-мужчинами; она, в частности, одной из первых в женском теннисе начала подавать мяч сверху — до её появления на Уимблдонском турнире 1919 года такой подачи у женщин там ещё не видели. Спортивный журналист Эл Лейни, наблюдавший за матчем Ленглен в парах, где трое остальных участников были мужчинами, писал, что единственным компонентом, в котором она им уступала, была сила ударов, и при этом она превосходила их в подвижности и точности. Её соперница по профессиональному туру, Мэри Браун, признавая, что удары француженки уступали по силе ударам Хелен Уиллз, в то же время говорила, что в любом другом компоненте игры никто не мог сравниться с Ленглен, хотя некоторые теннисистки и приближались к ней по природным способностям. Браун отмечала закрученные удары и рваный ритм игры Ленглен, объясняя, что её мячи, несмотря на кажущуюся «мягкость», было всегда трудно отбивать.
Кроме того, Браун выделяла способность Ленглен предвидеть действия соперниц и привычку изматывать их, посылая мячи поочерёдно в разные углы корта, то на задней линии, то вдруг заставляя идти к сетке укороченным ударом. Браун вспоминала, что по ходу турне не раз получала преимущество в сете 4:0, но ей никак не удавалось завершить сет победой — Ленглен заставляла её выложиться полностью для получения этого преимущества и затем переламывала ход игры, загоняя усталую соперницу убийственно точными ударами. Хелен Уиллз тоже вспоминала, что в их единственном матче в Каннах была удивлена тем, что удары Сюзанн оказались, вопреки ожиданиям, не особенно сильными и не особенно трудными для приёма, но её преимущество заключалось в настойчивости и способности нацеливать удар в самые неожиданные точки корта. Молла Маллори, называвшая Ленглен «самым стабильным игроком в истории», была более высокого мнения о силе её ударов и говорила, что иногда француженка возвращала мяч на её половину корта с большей силой, чем была выполнена подача. Ещё одна соперница Ленглен, а по совместительству её постоянная партнёрша в женских парах Элизабет Райан говорила, что шаг Ленглен на корте был почти на полметра длинней, чем у других теннисисток, хотя и отмечала, что акробатические прыжки француженки были, как правило, игрой на публику, а не необходимостью.

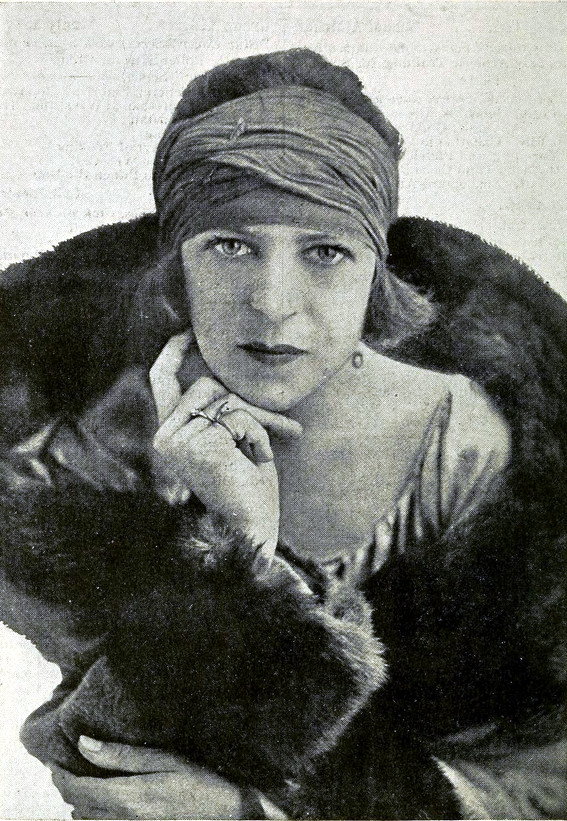
Фотография из книги «Лаун-теннис для девочек»

Журналистка Sports Illustrated Сара Пилегги пишет, что на корте Ленглен была перфекционисткой. В определённом смысле это относится и к её стилю в жизни. Современники отмечают, что Ленглен и в юности, и позже была далеко не красавицей. Эл Лейни писал, что её лицо в лучшем случае можно было назвать заурядным — с длинным крючковатым носом, неровными зубами, желтоватой кожей и бесцветными глазами. Но вопреки скромным природным данным она всегда блистала в салонах. Ленглен задавала моду в теннисе и за его пределами, в любую жару являясь на матчи в шубках или отороченных мехом пальто с массивными воротниками. Под шубой скрывались плиссированные белые шёлковые юбки до колена и белые же шёлковые чулки, тоже закатанные до колена, а выше — свитера ярких цветов, неизменно гармонировавшие с её фирменной лентой вокруг головы, которая заменяла ей традиционные теннисные шляпки. Эти ленты, которые так и называли «Lenglen bandeau», вслед за французской спортсменкой стали носить миллионы женщин, в том числе и те, кто никогда не играл в теннис. Костюмы для Ленглен создавал знаменитый парижский кутюрье Жан Пату. На корте она предпочитала свободную, удобную одежду, подходившую для её стиля игры, полного прыжков и почти балетных па, и эти предпочтения сказались на теннисной моде, где такой стиль пришёл на смену длинным юбкам и сковывающим движения корсетам. Элизабет Райан говорила: «Все теннисистки должны на коленях благодарить Сюзанн за избавление от тирании корсетов». Платья нового стиля характеризовали юбка не длиннее колена и топ с короткими рукавами.
Ленглен была любимицей французской прессы, представители которой практически никогда не позволяли себе критиковать «Богиню», как её называли в газетах. Американский биограф Ленглен Ларри Энгельман писал, что французский журналист, позволивший себе отрицательно отозваться о её игре или поведении за пределами корта, рисковал быть объявленным не просто дураком, но и врагом лично теннисистки, спорта в целом и Франции. По словам Теда Тинлинга, в эти дни к Ленглен относились, как к Клеопатре. По другую сторону Атлантики к Ленглен не испытывали подобного пиетета, её отказ продолжать матч против Моллы Маллори в 1921 году осмеивали в американской прессе, где она на некоторое время получила прозвище «Cough and Quit» (дословно — «Кашлянула-и-Сдалась»).
Как стильная женщина, остроумная собеседница и популярнейшая спортсменка мира, Ленглен привлекала к себе внимание многих мужчин; у неё был своеобразный «двор», состоящий из ловящих каждое её слово поклонников. Однако замуж она так и не вышла, хотя в 1926—1928 годах ходили слухи о её романе с калифорнийским плейбоем Болдуином М. Болдуином по прозвищу «Шейх», внуком миллиардера Лаки Болдуина. Сюзанн даже возила мать в Калифорнию знакомиться с матерью ухажёра, но тот уже состоял в браке, и до развода дело так и не дошло, хотя роман Ленглен и Болдуина продлился до начала 1930-х годов.

## Титулы
- Первая ракетка мира в 1921, 1925 и 1926 годах[24].
- Олимпийская чемпионка 1920 года в одиночном разряде и миксте[15].
- Бронзовый призёр Олимпийских игр 1920 года в женском парном разряде[15].
- Победительница чемпионата Франции в одиночном разряде — 6 раз (1920—1923, 1925, 1926)[15].
- Победительница чемпионата Франции в женском парном разряде — 6 раз (1920—1923, 1925, 1926)[15].
- Победительница чемпионата Франции в миксте — 7 раз (1914, 1920—1923, 1925, 1926)[15].
- Победительница Уимблдонского турнира в одиночном разряде — 6 раз (1919—1923, 1925)[15].
- Победительница Уимблдонского турнира в женском парном разряде — 6 раз (1919—1923, 1925)[15].
- Победительница Уимблдонского турнира в миксте — 3 раза (1920, 1922, 1925)[15].
- Победительница чемпионата мира на твёрдых кортах в одиночном разряде — 4 раза (1914, 1921—1923)[12].
- Победительница чемпионата мира на твёрдых кортах в женском парном разряде — 3 раза (1914, 1921, 1922)[12].
- Победительница чемпионата мира на твёрдых кортах в миксте — 3 раза (1921—1923)[12].
- В общей сложности за любительскую карьеру — 81 титул в одиночном разряде, 73 в женских парах[7] и 241 во всех разрядах[16].

## Участие в финалах турниров Большого шлема и чемпионата мира на твёрдых кортах

### Одиночный разряд (12-0)

#### Победы (12)
| Год  | Турнир                               | Покрытие | Соперница в финале      | Счёт в финале |
| ---- | ------------------------------------ | -------- | ----------------------- | ------------- |
| 1914 | Чемпионат мира на твёрдых кортах     | Грунт    | Жермена Гольдинг        | 6-3 6-2       |
| 1919 | Уимблдонский турнир                  | Трава    | Доротея Ламберт-Чамберс | 10-8 4-6 9-7  |
| 1920 | Уимблдонский турнир (2)              | Трава    | Доротея Ламберт-Чамберс | 6-3 6-0       |
| 1921 | Чемпионат мира на твёрдых кортах (2) | Грунт    | Молла Маллори           | 6-2 6-3       |
| 1921 | Уимблдонский турнир (3)              | Трава    | Элизабет Райан          | 6-2 6-0       |
| 1922 | Чемпионат мира на твёрдых кортах (3) | Грунт    | Элизабет Райан          | 6-3 6-2       |
| 1922 | Уимблдонский турнир (4)              | Трава    | Молла Маллори           | 6-2 6-0       |
| 1923 | Чемпионат мира на твёрдых кортах (4) | Грунт    | Кэтлин Маккейн          | 6-2 6-3       |
| 1923 | Уимблдонский турнир (5)              | Трава    | Кэтлин Маккейн          | 6-2 6-2       |
| 1925 | Чемпионат Франции                    | Грунт    | Кэтлин Маккейн          | 6-1 6-2       |
| 1925 | Уимблдонский турнир (6)              | Трава    | Джоан Фрай              | 6-2 6-0       |
| 1926 | Чемпионат Франции (2)                | Грунт    | Мэри Браун              | 6-1 6-0       |

### Женский парный разряд (11-1)

#### Победы (11)
| Год  | Турнир                               | Покрытие | Партнёрша        | Соперницы в финале                    | Счёт в финале |
| ---- | ------------------------------------ | -------- | ---------------- | ------------------------------------- | ------------- |
| 1914 | Чемпионат мира на твёрдых кортах     | Грунт    | Элизабет Райан   | Бланш Амблар Сюзанн Амблар            | 6-0 6-0       |
| 1919 | Уимблдонский турнир                  | Трава    | Элизабет Райан   | Доротея Ламберт-Чамберс Этель Ларкомб | 4-6 7-5 6-3   |
| 1920 | Уимблдонский турнир (2)              | Трава    | Элизабет Райан   | Доротея Ламберт-Чамберс Этель Ларкомб | 6-4 6-0       |
| 1921 | Чемпионат мира на твёрдых кортах (2) | Грунт    | Жермена Гольдинг | Ирен Пикок Дороти Холмен              | 6-2 6-2       |
| 1921 | Уимблдонский турнир (3)              | Трава    | Элизабет Райан   | Джеральдин Бимиш Ирен Пикок           | 6-1 6-2       |
| 1922 | Чемпионат мира на твёрдых кортах (3) | Грунт    | Элизабет Райан   | Джеральдин Бимиш Кэтлин Маккейн       | 6-0 6-4       |
| 1922 | Уимблдонский турнир (4)              | Трава    | Элизабет Райан   | Кэтлин Маккейн Маргарет Маккейн Стокс | 6-0 6-4       |
| 1923 | Уимблдонский турнир (5)              | Трава    | Элизабет Райан   | Эвелин Кольер Джоан Остин             | 6-3 6-1       |
| 1925 | Чемпионат Франции                    | Грунт    | Жюли Власто      | Эвелин Кольер Кэтлин Маккейн          | 6-1 9-11 6-2  |
| 1925 | Уимблдонский турнир (6)              | Трава    | Элизабет Райан   | Кэтлин Бридж Мэри Макилгем            | 6-2 6-2       |
| 1926 | Чемпионат Франции (2)                | Грунт    | Жюли Власто      | Эвелин Кольер Кэтлин Маккейн          | 6-1 6-1       |

#### Поражения (1)
| Год  | Турнир                           | Покрытие | Партнёрша        | Соперницы в финале              | Счёт в финале |
| ---- | -------------------------------- | -------- | ---------------- | ------------------------------- | ------------- |
| 1923 | Чемпионат мира на твёрдых кортах | Грунт    | Жермена Гольдинг | Джеральдин Бимиш Кэтлин Маккейн | 2-6 5-7       |

### Смешанный парный разряд (8-1)

#### Победы (8)
| Год  | Турнир                               | Покрытие | Партнёрша          | Соперницы в финале                 | Счёт в финале |
| ---- | ------------------------------------ | -------- | ------------------ | ---------------------------------- | ------------- |
| 1920 | Уимблдонский турнир                  | Трава    | Джеральд Паттерсон | Элизабет Райан Рэндольф Лайсетт    | 7-5 6-3       |
| 1921 | Чемпионат мира на твёрдых кортах     | Грунт    | Макс Декюжи        | Жермена Гольдинг Вильям Лоренц     | 6-3 6-2       |
| 1922 | Чемпионат мира на твёрдых кортах (2) | Грунт    | Анри Коше          | Джеральдин Бимиш Брайан Гилберт    | 6-4 4-6 6-0   |
| 1922 | Уимблдонский турнир (2)              | Трава    | Пат О'Хара Вуд     | Элизабет Райан Рэндольф Лайсетт    | 6-4 6-3       |
| 1923 | Чемпионат мира на твёрдых кортах (3) | Грунт    | Анри Коше          | Кэтлин Маккейн Брайан Гилберт      | 6-2 10-8      |
| 1925 | Чемпионат Франции                    | Грунт    | Жак Брюньон        | Жюли Власто Анри Коше              | 6-2 6-2       |
| 1925 | Уимблдонский турнир (3)              | Трава    | Жан Боротра        | Элизабет Райан Умберто де Морпурго | 6-3 6-3       |
| 1926 | Чемпионат Франции (2)                | Грунт    | Жак Брюньон        | Нанетт ле Бенере Жан Боротра       | 6-4 6-3       |

#### Поражения (1)
| Год  | Турнир                           | Покрытие | Партнёрша        | Соперницы в финале         | Счёт в финале |
| ---- | -------------------------------- | -------- | ---------------- | -------------------------- | ------------- |
| 1914 | Чемпионат мира на твёрдых кортах | Грунт    | Людвиг фон Зальм | Элизабет Райан Макс Декюжи | 3-6 1-6       |

## Память

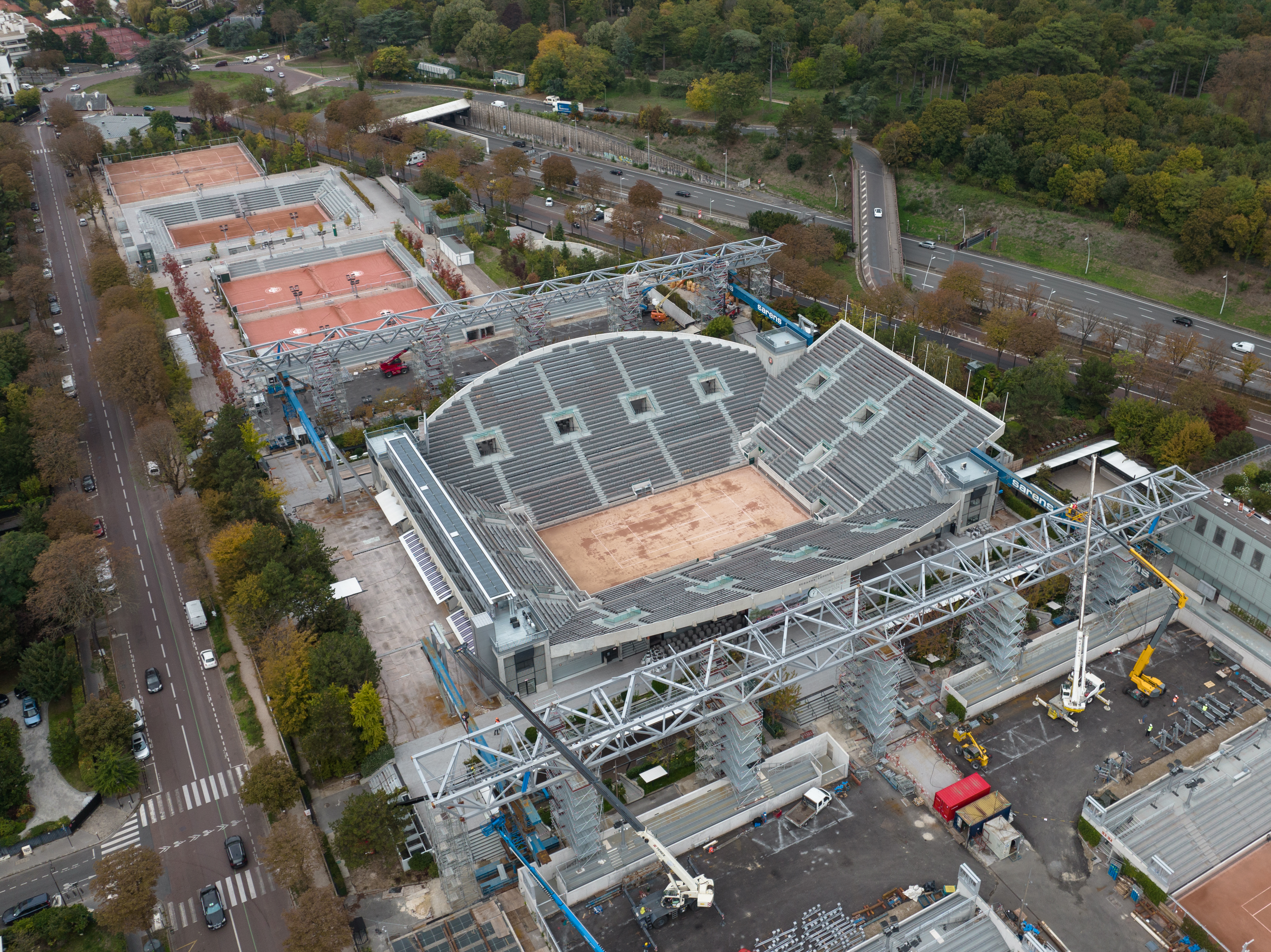
Корт Сюзанн Ленглен («Ролан Гаррос»)

На следующий день после смерти Сюзанн Ленглен была удостоена высшей награды Франции — ордена Почетного легиона, а в 1978 году её имя было внесено в списки Международного зала теннисной славы. Её имя в 1997 году было присвоено кубку, который вручается победительнице Открытого чемпионата Франции в женском одиночном разряде, а также второму по вместимости корту на стадионе «Ролан Гаррос» в Париже, на котором проходят матчи этого турнира. Бронзовый рельеф у восточного входа на этот корт изображает Ленглен в момент замаха ракеткой, широко расставившую ноги и рвущуюся вперёд.